# Большое Дарьино
Большо́е Да́рьино — деревня в Клепиковском районе Рязанской области России, входит в состав Екшурского сельского поселения.

## География
Деревня находится в северной части Рязанской области, в пределах Мещёрской низменности, в зоне хвойно-широколиственных лесов, к северо-востоку от реки Пра, на расстоянии примерно 2 км (по прямой) к востоку от города Спас-Клепики, административного центра района.
Климат
Климат характеризуется как умеренно континентальный, с ярко выраженными сезонами года. Средняя температура воздуха самого тёплого месяца (июля) — 18,5 °C (абсолютный максимум — 39 °С); самого холодного (января) — −10 — −11 °C (абсолютный минимум — −45 °С). Безморозный период длится около 135 дней в году. Снежный покров держится в среднем 139 дней в году. Среднегодовое количество осадков — около 500 мм.
Часовой пояс
Большое Дарьино, как и вся Рязанская область, находится в часовой зоне МСК (московское время). Смещение применяемого времени относительно UTC составляет +3:00.

## Население
| 2010 |
| ---- |
| 41   |

Национальный состав
Согласно результатам переписи 2002 года, в национальной структуре населения русские составляли 100 % из 67 чел.